# Broadwater (Nebraska)
Pour les articles homonymes, voir Broadwater.
Broadwater est un village du comté de Morrill, dans l'État du Nebraska, aux États-Unis. En 2020, il comptait une population de 95 habitants.